# المملكة المجرية الشرقية
المملكة المجرية الشرقية (بالمجرية: keleti Magyar Királyság) هو مصطلح حديث يستخدمه المؤرخون للإشارة إلى فترة حكم يانوش زابوليا وابنه جون سيجسموند زابوليا، الذي طعن في صحة مطالب آل هابسبورغ لحكم مملكة المجر من 1526 حتى 1570. حكمت أسرة زابوليا الجزء الشرقي من المجر، وحكم ملوك هابسبورغ (فرديناند وماكسيمليان) الجزء الغربي. حاولت عائلة هابسبورغ توحيد كامل المجر تحت حكمهم عدة مرات، لكن الإمبراطورية العثمانية منعت ذلك عبر دعم المملكة المجرية الشرقية.
لم تحدد مساحة حكم أسرة زابوليا بدقة أبدًا، لأن أسرتي هابسبورغ وزابوليا طالبتا بحكم المملكة بأكملها. ثم جرى تقسيم إقليمي مؤقت في معاهدة ناغيفراد عام 1538. وتعد المملكة الهنغارية الشرقية سلفًا لإمارة ترانسيلفانيا (1570-1711)، التي تأسست بموجب معاهدة سباير.

## عهد يانوش الأول
في عام 1526، هُزمت المجر على يد الإمبراطورية العثمانية في معركة موهاج، وقتل الملك لويس الثاني ملك المجر. ولكن العثمانيين سحبوا قواتهم ولم يسعوا إلى الاحتلال.
طالب فرديناند من النمسا بحكم المجر، وهو الأخ الأصغر للإمبراطور كارلوس الخامس، واعتبر أن التاج من حقه بسبب زواجه بأخت لويس آنا. لكن معظم النبلاء المجريين عارضوا فرديناند. ودعموا يانوش زابوليا، فويفود ترانسيلفانيا السابق، وكان الأغنى بين ملاك الأراضي في البلاد. ثم أعلنه النظام المجري ملكًا لبلاد، لكن فرديناند أرسل جيشًا طرد يانوش من البلاد بحلول عام 1528. ولمواجهة نفوذ أسرة هابسبورغ، شكل يانوش تحالفًا مع السلطان العثماني سليمان الأول في عام 1528، وحتى أنه أقسم الولاء للسلطان في عام 1529.
سيطر يانوش على ترانسيلفانيا والجزء الشرقي من السهل المجري. وسيطر فرديناند على كرواتيا، والجزء الغربي من السهل، والمجر العليا.
في عام 1538، وقع الجانبان على معاهدة ناغيفراد، والتي جعلت هذا التقسيم رسميًا، وجعلت فرديناند وريثًا ليانوش، الذي لم يكن لديه أولاد.